# 都會線 (CSX運輸)

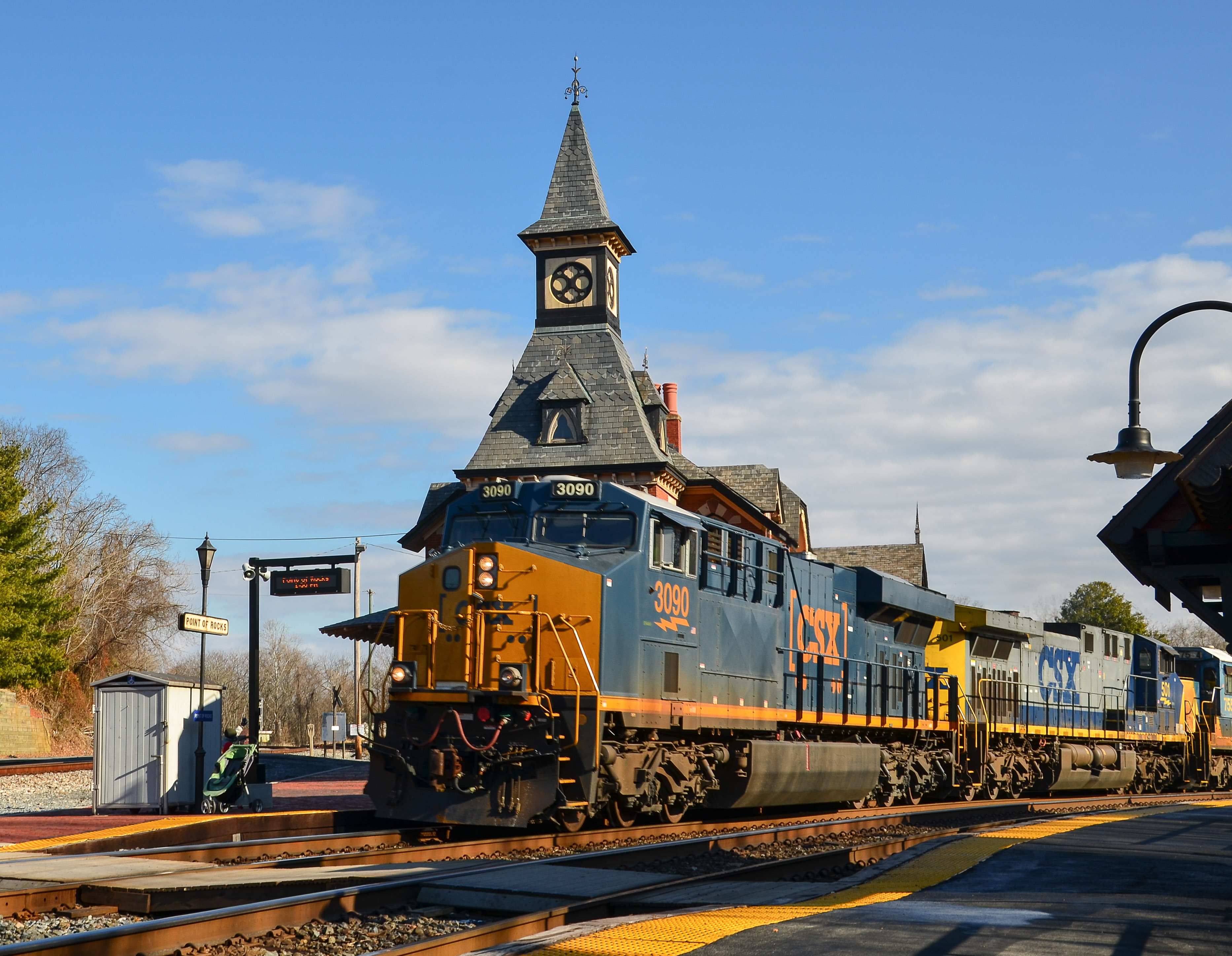
行經都會線區段的CSX公司車輛運輸列車，巨岩點車站

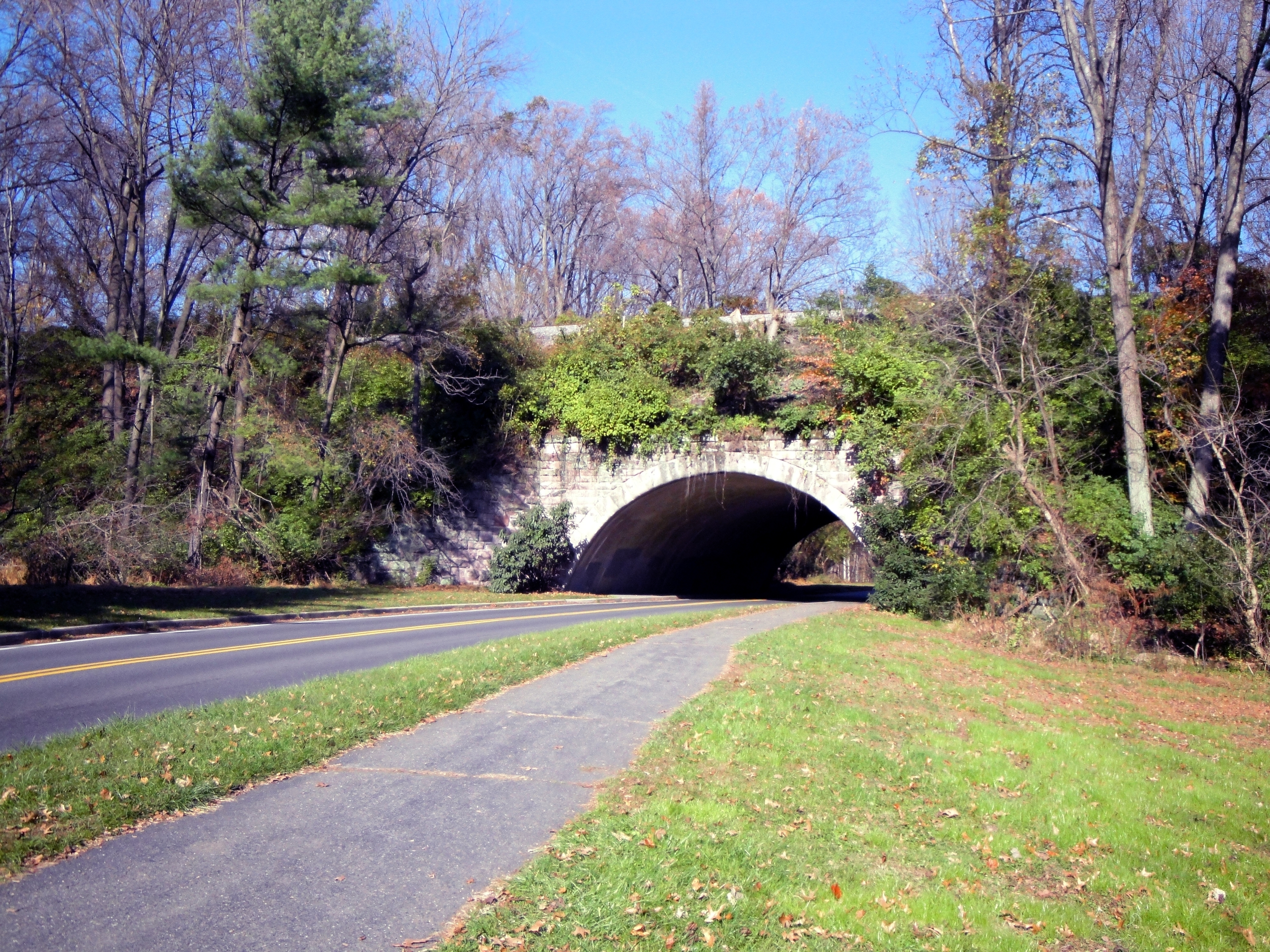
1893 年，新建的石拱橋跨過剛改道的岩溪；現在則是跨過了沙灘大道與伴行的自行车道。

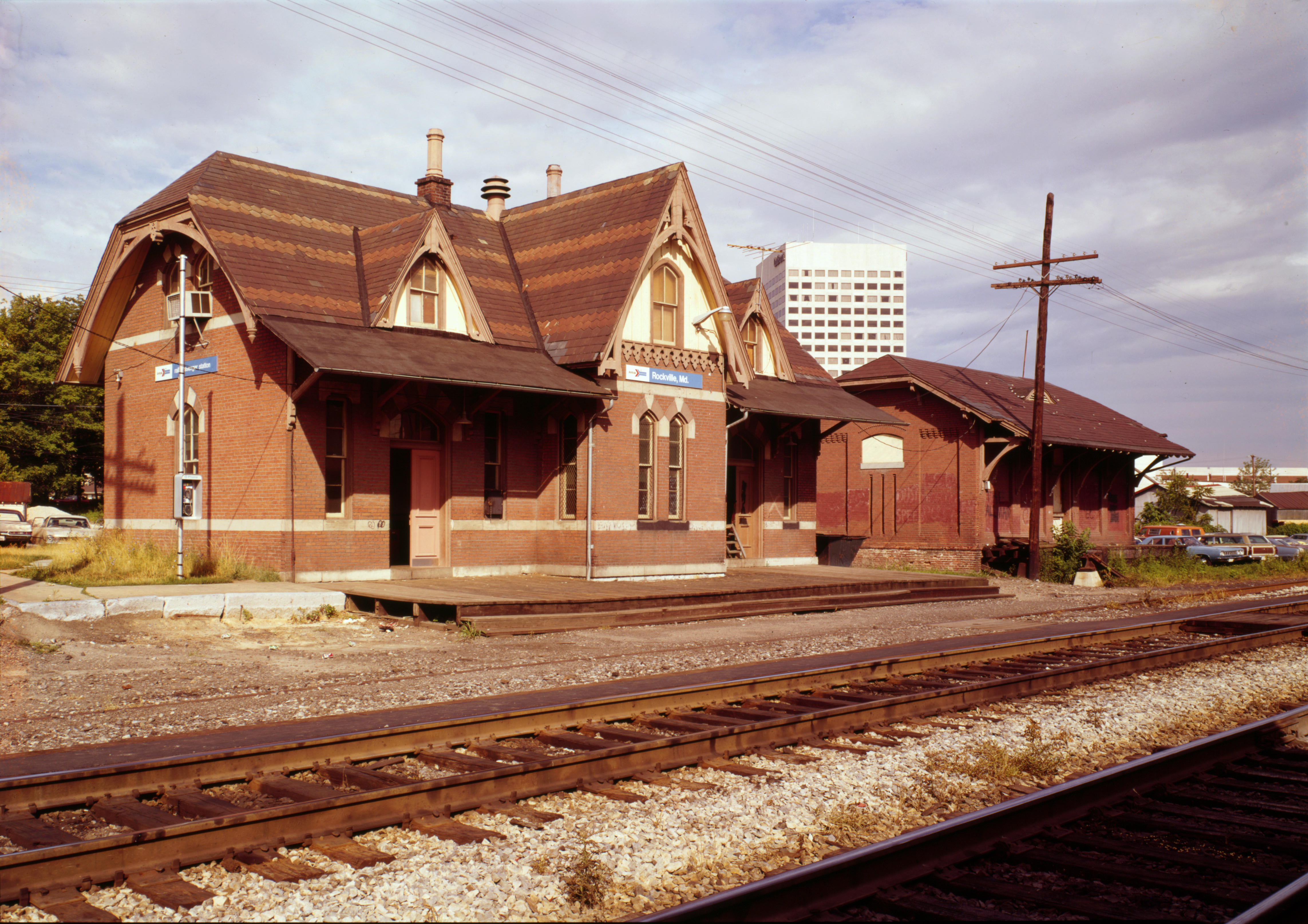
1978 年的洛克维尔车站，後來被搬遷離開了軌道。

都會線區段（Metropolitan Subdivision）是由CSX 运输公司在哥伦比亚特区和美国马里兰州拥有和运营的铁路路线，起自华盛顿特区向西北行至马里兰州韦弗顿（Weverton），也就是原屬巴尔的摩和俄亥俄铁路的都会支线。 
本線的東南端位於華盛頓联合车站以北，與首都線區段（Capital Subdivision ，原為巴爾的摩與俄亥俄鐵路華盛頓支線）與和美鐵的东北走廊交會。中途在馬里蘭州的巨岩點車站與舊主線交會。西北端的韋弗頓則是與坎伯蘭區段的分界點。
本段路線有馬里蘭區域通勤鐵路的布朗斯威克線與美鐵的国会特快号列车行駛。
华盛顿地铁的红线有部分區間與本路線共用路權：华盛顿特区範圍中，由與首都線區段的交界处到銀泉，以及馬里蘭州範圍中，从Twinbrook站到到红线終點的谢迪格罗夫站。

## 历史
最初，華盛頓與马里兰州蒙哥马利县的商人提議修建從華盛頓向西行的新鐵路線。 1853 年，他们从马里兰州議會得到了許可，成立了大都会铁路（Metropolitan Railroad），計畫从华盛顿修築鐵路到马里兰州弗雷德里克附近，連接巴爾的摩與俄亥俄鐵路的主線，並繼續前往马里兰州黑格斯敦。雖然進行了一些初步勘查，但資金籌募困難，公司於 1863 年破產。 雖然巴爾的摩與俄亥俄鐵路本來並不打算從興建華盛頓通往其他地區的鐵路，但在大都會鐵路破產後，該公司在 1865 年接收了過期的特許經營權，並於1866 年開始施工，新的路線在馬里蘭州的巨岩點車站與巴爾的摩與俄亥俄鐵路的主線交匯，:164于 1873 年通車，成為巴爾的摩與俄亥俄鐵路的都會支線（Metropolitan Branch）。 :7
1873 年 4 月 30 日通車后， 巴爾的摩與俄亥俄鐵路開往華盛頓的客運列車，以及一些貨物列車，改行本線，而從巨岩點車站到到里雷（Relay）的舊主線在客運方面變為次要路線。 
巴爾的摩與俄亥俄鐵路 于 1886 年開始將本路線雙軌化，到了 1893 年，華盛頓到盖瑟斯堡的雙軌化已經完成。 :166在客運高峰期（ 1893 年至 1920 年代），都會區線每天有 18 班列車，停靠多達 28 個車站。 :7
重要的橋梁工程如下：
- 塔斯卡羅拉溪（Tuscarora Creek）。最初是博爾曼（Bollman）式桁架橋，1904 年改為樑式橋。
- 莫諾卡西河（Monocacy River）。最初是長700英呎（約合210公尺）的博爾曼式桁架橋，1904 年改建為七個跨距的樑式橋。
- 小諾卡西河（Little Monocacy River）。最初是一座 500 英尺的木造棧橋，1906 年改為 331 英尺的石拱高架桥。
- 大塞內卡溪（Great Seneca Creek）（Waring 高架橋）。最初是長400英呎（約合120公尺）的木鐵構造棧橋，1906 年改為石拱高架橋。896 年改為鋼造棧橋，1928 年改為混凝土拱橋。
- 小塞內卡溪（Little Seneca Creek）。最初是一座木橋，1896 年改為鋼造棧橋，1928 年改為混凝土拱橋。
- 岩溪。原來的橋由四個 100 英尺的博爾曼桁架組成，而岩溪河道在附近有個大彎，河道幾乎與鐵路橋平行。1893 年，在桥梁上游的岩溪河道改道，之後岩溪河道與橋幾乎成直角而通過。 [9]大約在同一時間（1893-1896 年），博爾曼式桁架橋改建為石拱橋。 1928 年，該路段其餘部分雙軌化完工，並興建了由建築師Ephraim Francis Baldwin所設計的幾個車站，仍存於羅克維爾（1981年搬遷）、肯辛顿、盖瑟斯堡、迪克森和巨岩點。 [6]:6–10

1906 年， 在特拉柯塔（Terra Cotta） 车站發生追撞事故，造成 53 人死亡。
1996 年 2 月 16 日，在銀泉車站發生對撞事故，造成 3 名列車人員和 8 名乘客死亡，兩列火車上共有 26 人受傷。

### 喬治城支線

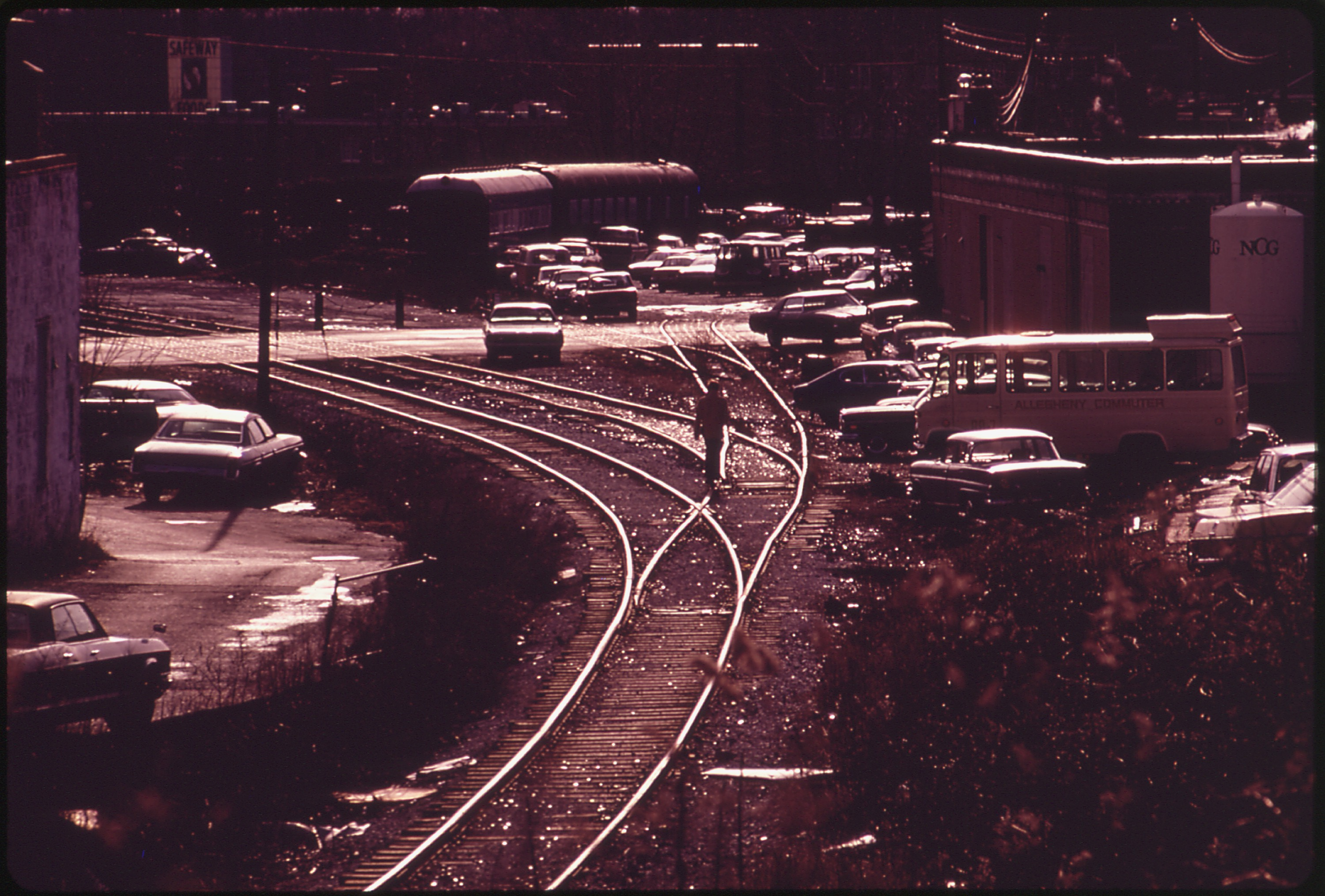
马里兰州贝塞斯达的乔治城支線，穿过贝塞斯达大道附近的路段

從銀泉站以北分叉出支線到华盛顿特区的乔治城，興建於 1892 年至 1910 年之间，最初是打算做為巴爾的摩與俄亥俄鐵路跨過波托马克河的路線之用。但在 1904 年，巴爾的摩與俄亥俄鐵路与宾夕法尼亚铁路达成协议，列車可以通過附近的長橋（Long Bridge）以跨越波多馬克河。於是本路線就繼續作為通往喬治城的支線，服務银泉、雪佛力蔡斯、贝塞斯达和喬治城的工業。 :27–29支線有岩溪桁架橋、Dalecarlia 隧道，以及跨過切萨皮克和俄亥俄运河的贯穿式桁架橋。
喬治城支線最後一班列車於 1985 年 6 月運行，CSX在1986年放棄本路線，現在成為首都新月小徑向大眾開放。支線的貝塞斯達到銀泉，則成為紫线輕軌的路權。 既有的岩溪橋被改建以供輕軌與自行車通過。 

## 目前營運狀態

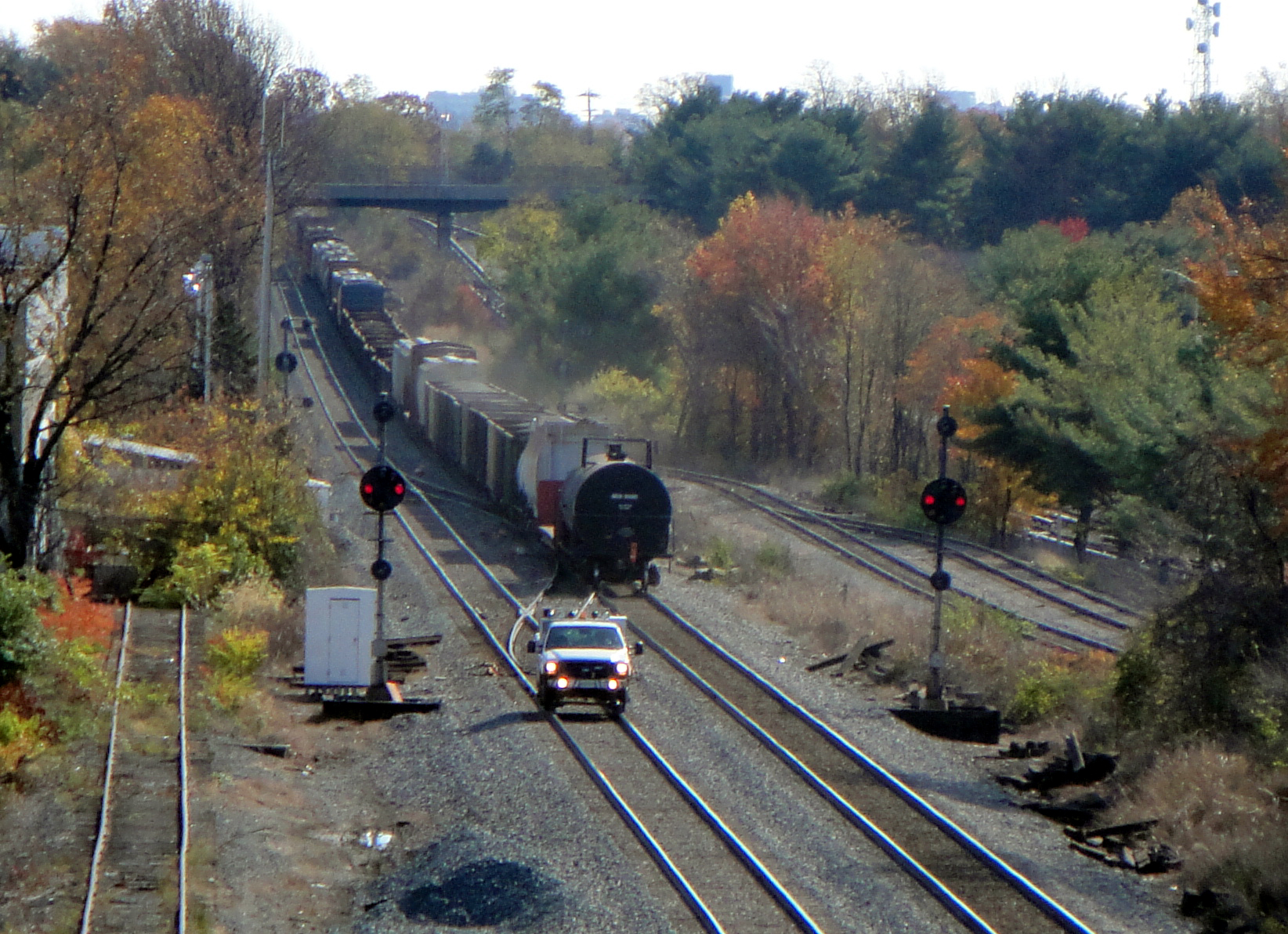
在德伍德信號站，向东前往华盛顿特区的货运列车

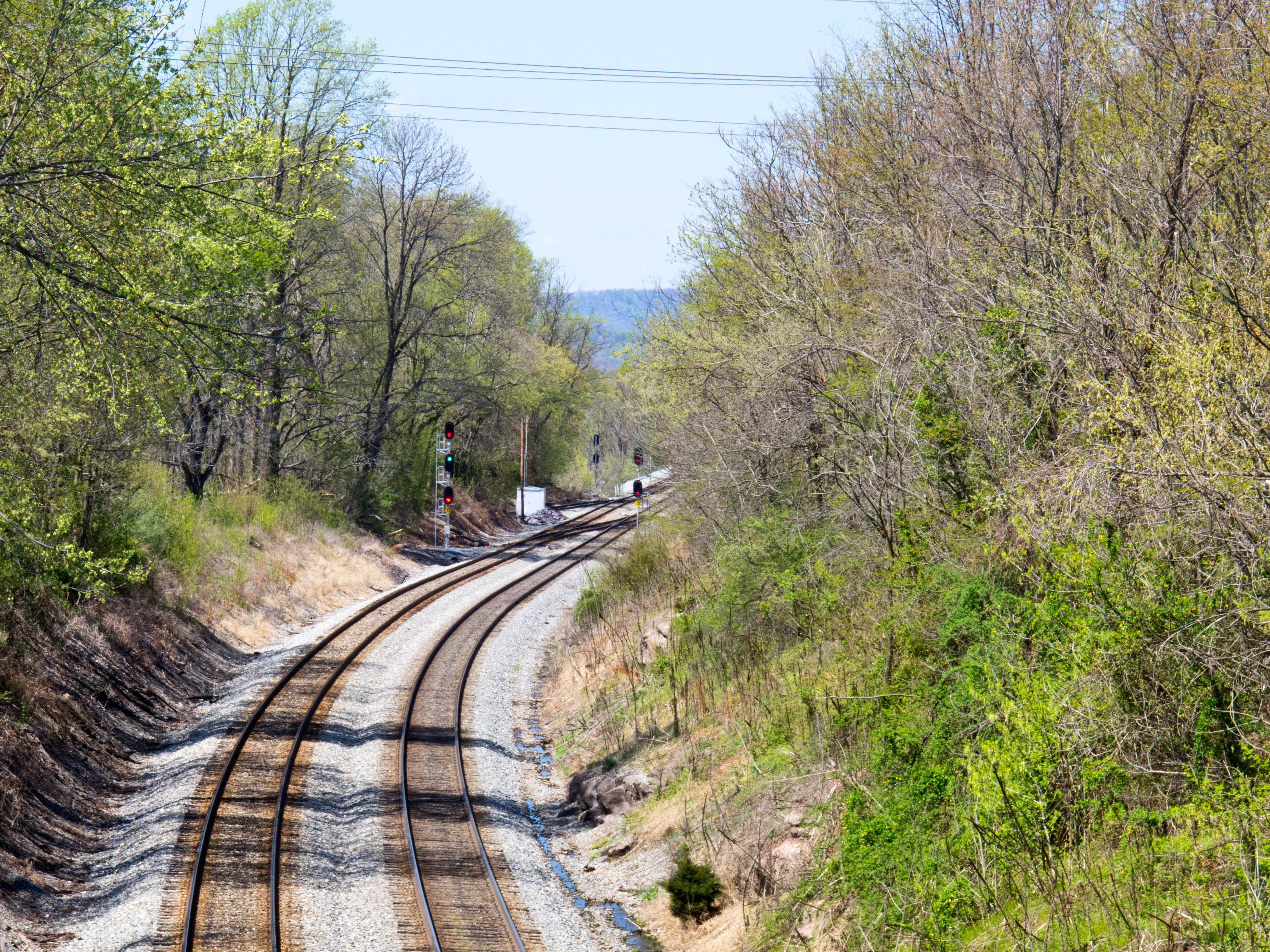
都會區線，左邊的支線是迪克森支線，Monocacy 河就在照片中的彎道之外。

本路線于 1987 年成为 CSX 系统的一部分；CSX 将巴爾的摩與俄亥俄鐵路的都會區支線和主線在巨岩點車站向西北的路線（早在1834年通車），編為都會區區段，全區段路線的信號都可雙向行車。在迪克森有一條支線通往迪克森发电站（原由波托马克电力公司（PEPCO）所有），在Derwood有支線提供垃圾轉運服務 。沿線由東向西的聯鎖信號點位置如下：F Tower、QN Tower,、Georgetown Jct、 Montrose、 Derwood、 Cloppers、Buck Lodge、迪克森、 PEPCO、uscarora、East Rocks、巨岩點、東布朗斯威克、WB Tower 、韋弗頓（Weverton）。